# Garwin
Garwin és una població dels Estats Units a l'estat d'Iowa. Segons el cens del 2000 tenia 565 habitants.

## Demografia
Segons el cens del 2000, Garwin tenia 565 habitants, 230 habitatges, i 158 famílies. La densitat de població era de 218,1 habitants/km².
Dels 230 habitatges en un 33,9% hi vivien nens de menys de 18 anys, en un 57% hi vivien parelles casades, en un 8,7% dones solteres, i en un 30,9% no eren unitats familiars. En el 26,1% dels habitatges hi vivien persones soles el 13% de les quals corresponia a persones de 65 anys o més que vivien soles. El nombre mitjà de persones vivint en cada habitatge era de 2,46 i el nombre mitjà de persones que vivien en cada família era de 2,92.
Per edats la població es repartia de la següent manera: un 27,8% tenia menys de 18 anys, un 6,7% entre 18 i 24, un 27,3% entre 25 i 44, un 24,6% de 45 a 60 i un 13,6% 65 anys o més.
L'edat mediana era de 36 anys. Per cada 100 dones de 18 o més anys hi havia 88 homes.
La renda mediana per habitatge era de 38.269 $ i la renda mediana per família de 45.938 $. Els homes tenien una renda mediana de 31.528 $ mentre que les dones 24.250 $. La renda per capita de la població era de 16.660 $. Entorn del 2,4% de les famílies i el 5,2% de la població estaven per davall del llindar de pobresa.

## Poblacions més properes
El següent diagrama mostra les poblacions més properes.